# Nusantara (Stadt)
Nusantara (amtlicher Name auf indonesisch Ibu Kota Nusantara, kurz IKN, englisch Nusantara Capital City) ist die im Aufbau befindliche zukünftige Hauptstadt Indonesiens, die im Osten der Insel Borneo, nahe der Stadt Balikpapan in der Provinz Kalimantan Timur liegt.

## Name
Der Begriff Nusantara stammt aus dem Alt-Javanischen (Kawi) und erscheint zum ersten Mal in der Geschichtschronik Paraton. Der Begriff wird aus den Wörtern nūsa ‚Insel‘ und antara ‚dazwischenliegend‘ hergeleitet und beschreibt die Region zwischen dem asiatischen Festland und Australien, die Teil des Majapahit-Königreichs war und die teilweise das heutige Indonesien ist. Der Begriff Nusantara wird heutzutage in Indonesien mit dem Begriff Archipel gleichgesetzt. Da er die geographische Situation Indonesiens als maritimer Inselstaat gut beschreibt und international bekannt ist, wählte Präsident Jokowi den Namen aus über 80 Vorschlägen aus.

## Geographie
Die neue Hauptstadt wird auf einem 2561 km² großen Areal in der Provinz Kalimantan Timur errichtet. 20 Prozent der Fläche sollen bebaut werden und der Rest aus Naturschutzgebieten, landwirtschaftlichen Flächen und Wald bestehen. Teile der jetzigen Regierungsbezirke Penajam Paser Utara und Kutai Kartanegara sollen für die neue Hauptstadt abgetreten werden, sodass sie zwischen den Städten Samarinda und Balikpapan liegen wird.

## Geschichte
Pläne, die Hauptstadt Indonesiens zu verlegen, gibt es seit der Präsidentschaft von Sukarno. Er überlegte bereits, die Hauptstadt von Jakarta nach Palangka Raya auf Borneo zu verlegen. Auch die Präsidenten Suharto und Susilo Bambang Yudhoyono stellten Überlegungen an, das zu dicht bevölkerte und von Grundabsenkung und damit auch dem steigenden Meeresspiegel bedrohte Jakarta zu entlasten und abzulösen.

### Planung
Im Jahr 2017 griff die Regierung Jokowi die Idee wieder auf, und mögliche Standorte außerhalb der Insel Java wurden eruiert. Nach der Wiederwahl Jokowis 2019 wurden die Pläne konkretisiert und die auf der Insel Borneo gelegene Provinz Kalimantan Timur als neuer Ort für die zukünftige Hauptstadt verkündet. Aufgrund der COVID-19-Pandemie und deren Auswirkungen auf Indonesien wurden 2020 weitere Pläne für die neue Hauptstadt aufgeschoben. Am 17. Januar 2022 wurde dann der Name Nusantara für die neue Hauptstadt verkündet und einen Tag später im Parlament das Gesetz für den Umzug der Hauptstadt mit einem geplanten Budget von 34 Milliarden US-Dollar verabschiedet. Nusantara wird später auf der Verwaltungsebene einer Provinz eine eigene Verwaltungseinheit mit dem Namen Otorita bilden, wie die bisherige Hauptstadt Jakarta auch.
Am 10. März 2022 wurde mit der Otorita Ibu Kota Nusantara eine Behörde auf parlamentarischer Ebene gegründet, welche die neue Hauptstadt verwalten und regieren soll. Für die Behörde, die direkt dem Präsidenten untersteht, wurden Bambang Susantono als Direktor und Dhony Rahajoe als sein Stellvertreter ernannt. Am 14. März 2022 besuchten Präsident Jokowi und die 34 Gouverneure der Provinzen Indonesiens den Bauplatz der geplanten Hauptstadt. Dort hielten sie die Kendi-Nusantara-Zeremonie ab, indem jeder der Gouverneure Erde und Wasser aus seiner jeweiligen Provinz in eine große Vase gab, die auf dem Mittelpunkt der geplanten Stadt platziert wurde. Diese Zeremonie diente als Symbol für die Diversität Indonesiens und die Einigkeit der verschiedenen Provinzen, die neue Hauptstadt gemeinsam zu errichten.
Der Architekt und Stadtplaner Sibarani Sofian (Urban+) hat 2019 die Ausschreibung zur Gestaltung der Stadt gewonnen.

### Umsetzung
Im August 2022 wurde damit begonnen, den zukünftigen Standort der Stadt zu roden. Erste Bereiche der Regierung und Verwaltung sollen bereits bis zum Ende von Jokowis zweiter und letzter Amtszeit im Jahr 2024[veraltet] umziehen. Anfang Juni 2024 traten der Behördenchef der Stadt sowie sein Vertreter ohne Angaben von Gründen zurück.
Am 12. August 2024 tagte in Nusantara erstmals die indonesische Regierung. Die Stadt sollte ursprünglich am 17. August 2024 (dem indonesischen Unabhängigkeitstag) eingeweiht und zur Hauptstadt Indonesiens erklärt werden. Dies wurde jedoch kurzfristig verschoben.

Entwicklung von Nusantara-Stadt
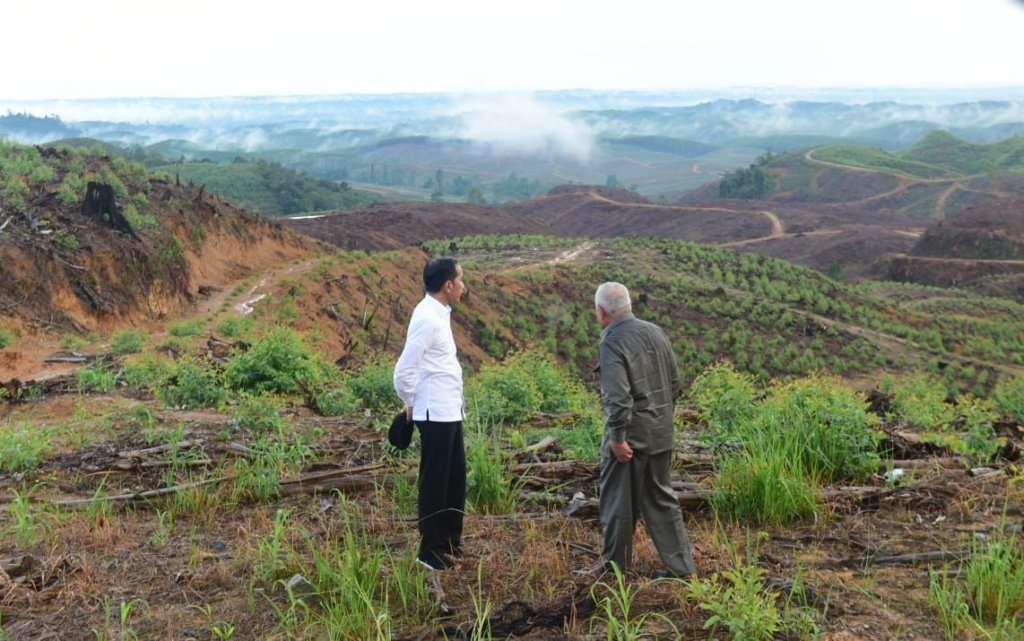
Präsident Joko Widodo und der Gouverneur von Kalimantan Isran Noor besichtigen das Gelände der zukünftigen Hauptstadt (Dezember 2019)
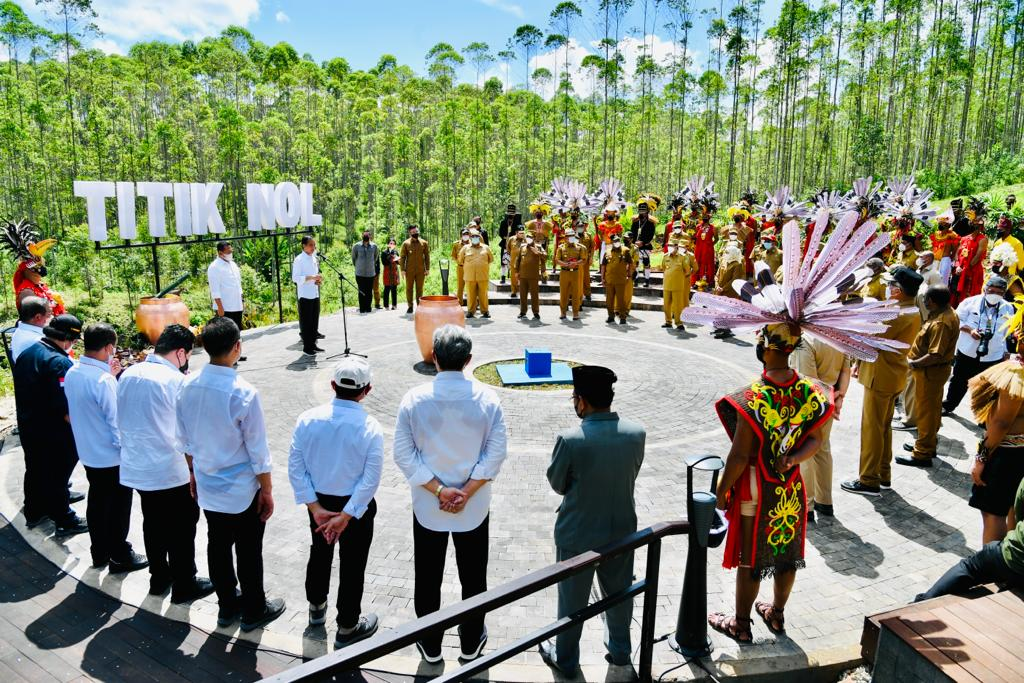
Kendi-Nusantara-Zeremonie (März 2022)
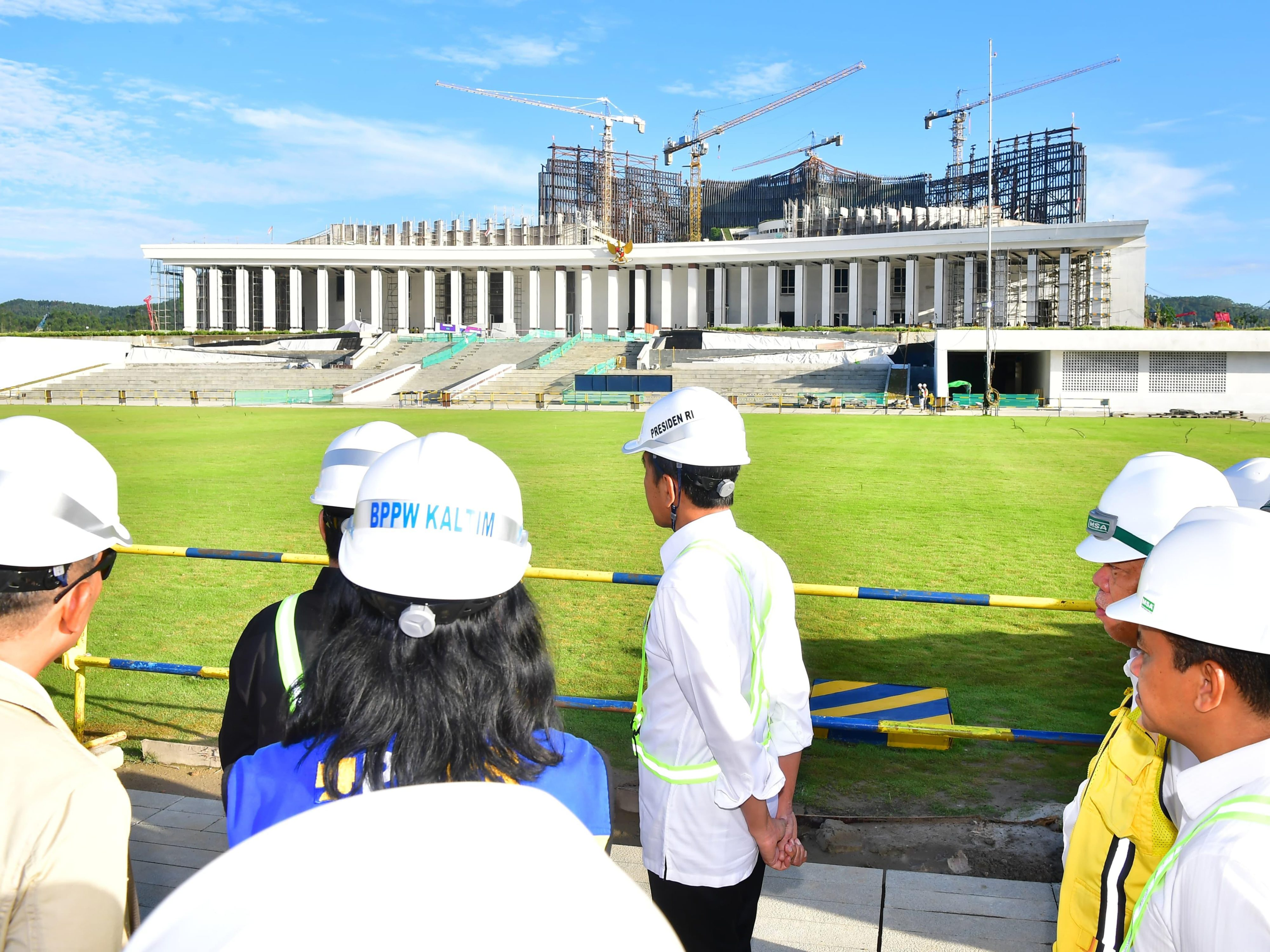
Bau des neuen Präsidentenpalasts (Juni 2024)
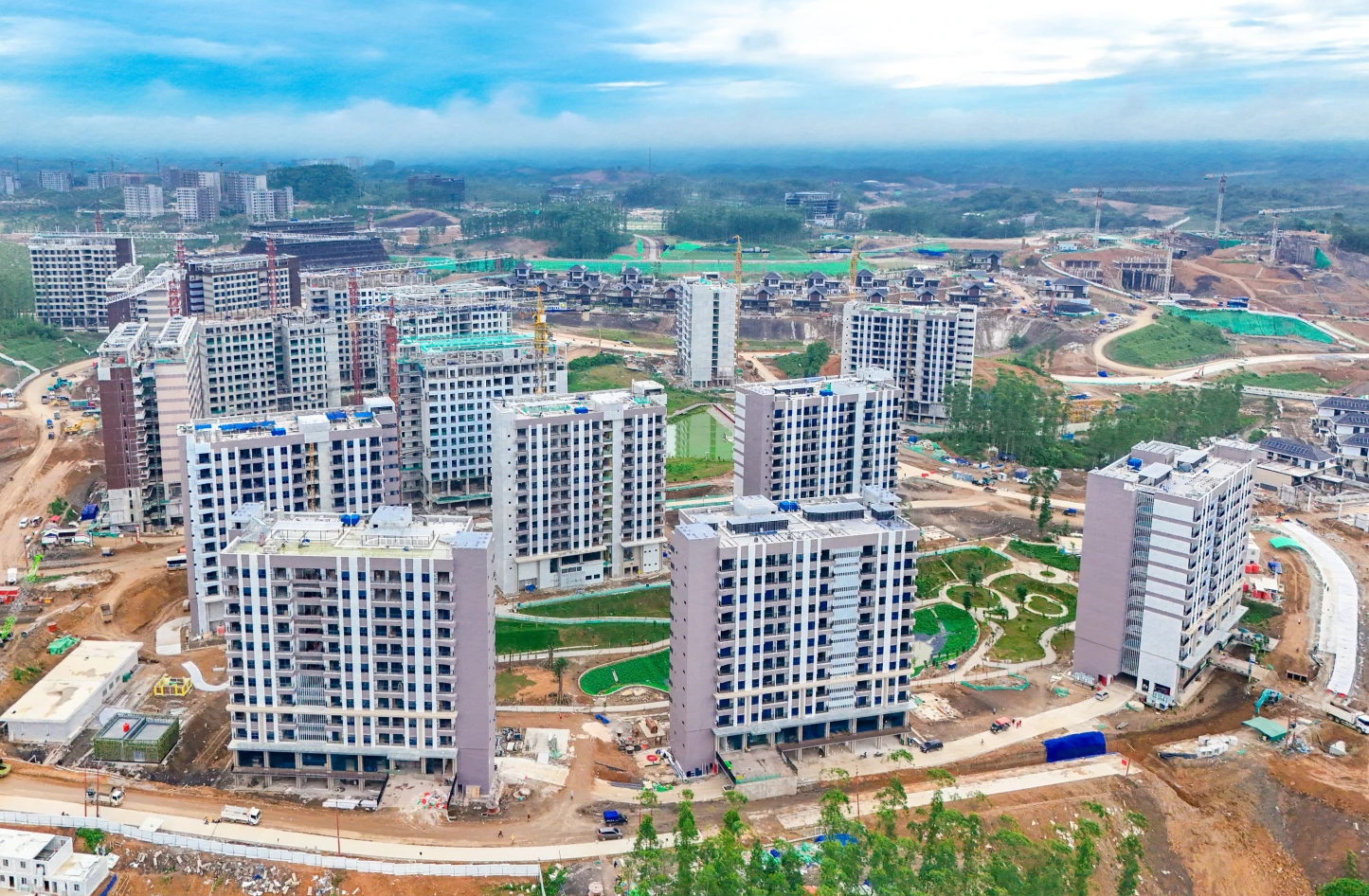
Wohnkomplex der Regierungsbeamten (Dezember 2024)

## Erscheinungsbild
Die Stadt soll als grüne und nachhaltige sogenannte Smart City angelegt werden. Im Mittelpunkt der Stadt soll der von dem Architekten Nyoman Nuarta entworfene Präsidentenpalast auf einer Fläche von 55 Hektar stehen, der in Form eines Garuda, des Wappenfabeltiers Indonesiens, angelegt wird.

## Städtepartnerschaft
- Astana, Kasachstan (seit 2023).[26][27][28]